# 夢野一子
夢野 一子（ゆめの かずこ、本名：大越 和子、1956年〈昭和31年〉4月17日 - ）は、日本の漫画家。東京都三鷹市出身、国分寺市育ち、血液型はB型。

## 略歴
本気で漫画家を志すようになったのは、東京デザイナー学院・アニメ科を中退してからで、投稿・持ち込みを重ね、持ち込み作品が第12回別コミ新人賞の佳作に入選し、1977年、『別冊少女コミック』（小学館）8月号に掲載の『光色の小さな部屋から』でデビュー。同誌や『プチフラワー』・『プチコミック』（小学館）で読切作品などを発表。
その後、『リュウ』誌に「虹色の卵たち」という怪獣ものを発表し、新境地を開く。さらに、『BE・LOVEパフェ』・『BE・LOVE』（講談社）などレディースコミック誌に活動の場を移す。
1987年以降は、青年向け漫画誌の『月刊アフタヌーン』・『モーニング』（いずれも講談社）で活躍。その構成力と独特のセリフ、ストーリー展開には定評がある。
ペンネームは、夢野久作＋『魔法使いサリー』の主人公「夢野サリー」に由来。

## 人物
ストーリー漫画を描き始めたのは中学に入ってからで、中学3年のころから『別冊マーガレット』（集英社）の漫画スクールに投稿を開始している。しかし、実は当時少女漫画誌は同誌しか読んでなくて、少年漫画誌（『サンデー』や『マガジン』）の方が好きだった。横浜大桟橋で行われたとある漫画の集会で知り合ってから10年来の親しい友人となった笹生那実および浅川まゆみ2人のレポート漫画でも、3人全員の共通点は『少年ジャンプ』フリークである事ぐらいと証言している（1982時点）。
高校時代は漫研に在籍し肉筆同人誌をちょこちょこ描いていて、漫画投稿は少し挫折しかかっていた時期もあり、漫画よりもアニメーションに夢中になって虫プロの『哀しみのベラドンナ』、東映動画の長編などの上映会に足を運んだという。テレビでは『バビル2世』や『マジンガーZ』、『人造人間キカイダー』や『仮面ライダー』、『海のトリトン』や『科学忍者隊ガッチャマン』などが面白かったという。『ライダー』は藤岡弘よりも佐々木剛派である、『アルプスの少女ハイジ』から『宇宙戦艦ヤマト』に切り替えており、漫研の仲間と録音したテープを聴き入っていたという。ほんの少しの長さであるが、8ミリのアニメーションを実際に作ったこともあるという。前述の東京デザイナー学院のころにアニメーターになる夢は挫折し、漫画に切り替えている。影響を受けた漫画家としては池上遼一や萩尾望都、星野之宣などであり、車田正美なども好みである。
父親が巨人ファンで、その影響で野球好きになったという。大洋ホエールズと西武ライオンズに夢中だった時期もあるという。日本ハムファイターズの監督であった大沢啓二に惹かれていた時期もあったようである
徹夜は苦手。仕事のないときは、SF小説を読むことが多く、ハワード・フィリップス・ラヴクラフトの作品はほとんど読んでいる。『エイリアン』は二度見ており、『ウルトラQ』や『怪奇大作戦』など怪奇ものも好きである。レッドキングやゴジラの美しさに感動したという。バルンガやペギラなども好みである。好きな俳優はメル・ギブソンであるが、『マッドマックス』シリーズでは女優の方に興味があると述べている。日本古代史や江戸時代史にも関心があるようである。
歌舞伎の『雪夕暮入谷畦道』（直侍と三千歳）の劇中で役者が本物の蕎麦を食べるシーンがあり、それに触発されて芝居鑑賞後に銀座4丁目の更科蕎麦を食べてみたら、おいしかったと思い知り、それ以来、大の蕎麦好きとなったという逸話をエッセイ漫画に描いている。なお歌舞伎役者では七代目尾上菊五郎の贔屓らしい。

## 作品リスト

### 主な作品
- 光色の小さな部屋から（1977年、別冊少女コミック、小学館）
- 遅刻坂（1977年、別冊少女コミック）
- ラブリータッチ（1977年、別冊少女コミック）
- 粉雪いっぱい（1977年、別冊少女コミック）
- 白い道化師（1978年、別冊少女コミック）
- ボーイフレンズ（1978年、別冊少女コミック）
- 地下室メンバーズクラブ（1978年、別冊少女コミック）
- 白いさざなみの丘（1978年、別冊少女コミック）
- すとりーとミュージック（1979年、別冊少女コミック）
- ラブ・キャッチ（1979年、別冊少女コミック）
- 星までとべ!（1979年、別冊少女コミック）
- 朝・嵐のあと（1979年、別冊少女コミック増刊）
- 秋風色のダイヤモンド（1979年、別冊少女コミック増刊）
- 12月に来たあいつ（1979年、別冊少女コミック）
- スウィート・スマイル’80　(1979年、別冊少女コミック増刊)
- 自転車にのって…（真子と明シリーズ）（1980年 - 1987年、プチフラワー、小学館）※　後半は単行本未収録。
- 春の海（1980年、別冊少女コミック増刊）
- ひとりぼっちのマリエ（1980年、別冊少女コミック増刊）
- 落葉の丘（1980年、別冊少女コミック増刊）
- ムーン・ライト・シャワー（1980年、別冊少女コミック増刊）
- 季節はずれのラブ・ゲーム（1981年、プチフラワー）
- レディ・サウスポー（1981年、別冊少女コミック増刊）
- ファースト・キス（1981年、別冊少女コミック増刊）
- 海のむこうのアフリカ（1981年、別冊少女コミック増刊）
- 明日へのプロローグ（1981年、別冊少女コミック増刊）
  - ファースト・ステップ（1981年、別冊少女コミック増刊）
  - よろしくパートナー（1982年、別冊少女コミック増刊）
  - さよならパートナー（1982年、別冊少女コミック増刊）
- 心は9月、秋の風（1981年、プチフラワー）
  - 竹の子だれのもの（1982年、プチフラワー）

※上記2作は『竹取物語』のパロディ。
- 虹色の卵（1982年、リュウ）
- 上を下へのラブコール（1982年、デュオ）
- 雨色キャンバス（1983年、プチフラワー）
  - 心にサンライズ（1983年、プチフラワー）

※美大生の草薙裕二を主人公とする連作。
- きみにフリーク（1983年、コミックバンバン）[11]
- ラストショー（1984年、プチフラワー）
- 妹をよろしく!!（1987年、プチフラワー）
  - ランチガール（1987年、プチフラワー）
  - 思い出ミルク（1987年、プチフラワー）
- 赤いヒールの侵入者（1986年、BE・LOVE、講談社）
- 聖教師まりあ（1987年、BE・LOVEパフェ、講談社）
- だきしめて（1986年 - 1987年、BE・LOVE）
- 僕はムコ養子（1987年 - 1993年、月刊アフタヌーン、講談社）
- 半七恋日記（1988年 - 1989年、、モーニングパーティー増刊、講談社）
- この女に賭けろ（原作：周良貨、1993年 - 1997年、モーニング、講談社）
- 氷の遺言（原作：小森健太朗、1998年、モーニング新マグナム増刊、講談社）
- 愛と正義の名のもとに／水たまりの暗号事件（原作：小森健太朗）
- ネオデビルマン - 1999年
※永井豪の『デビルマン』のサイドストーリーをさまざまな漫画家が描く中の一人として参加。

### 単行本
- 自転車にのって…（真子と明シリーズ）、小学館、1982年 - 1983年、全2巻）
- 白い道化師（1982年、朝日ソノラマ）
- 秋風色のダイヤモンド（1982年、朝日ソノラマ）
- 赤いヒールの侵入者（1986年、講談社、全1巻）
- だきしめて（1987年、講談社、全1巻）
- 半七恋日記（1989年、講談社、全1巻）
- 僕はムコ養子（単行本全10巻、文庫版全10巻（いずれも講談社））
- この女に賭けろ（単行本全15巻（講談社））

### その他
- 特撮雑誌『宇宙船』1984年春号（Vol.18）にて特撮についてのイラストコラムを描いた。取り上げた作品は『ラドン』『ウルトラQ』『太陽戦隊サンバルカン』。